# Kazimierz Pussak
Kazimierz Pussak (ur. 13 stycznia 1933 w Nowych Skalmierzycach, zm. 7 listopada 1991 w Ostrowie Wielkopolskim), polski muzykolog, działacz społeczny i kulturalny, pedagog.
Był jednym z pomysłodawców i przez wiele lat dyrektorem artystycznym festiwalu "Chopin w barwach jesieni", w latach 1986-1991 był przewodniczącym Koła Towarzystwa im. Fryderyka Chopina w Ostrowie Wielkopolskim. Znawca muzyki, przede wszystkim muzyki Fryderyka Chopina. Przez wiele lat społecznie prowadził edukację muzyczną młodzieży. W 1962 r. zaczął prowadzić w Pałacu w Antoninie "Koncerty z Lilijką" połączonych z harcerskimi rajdami. 
Pracował jako nauczyciel historii w Liceum Ekonomicznym w Ostrowie.
Autor wydawnictw, esejów i artykułów w prasie.
Kawaler Orderu Uśmiechu (1977). Dostał również następujące odznaczenia: Złoty Krzyż Zasługi, Krzyż Kawalerski Orderu Odrodzenia Polski, Odznakę Zasłużonego Działacza Kultury, Krzyż Zasługi dla ZHP. Uhonorowany ulicą swojego imienia w Ostrowie.